# Fertits
Fertits és la gent i tribus que no són ni àrabs, ni dinkes, ni luos, ni furs de la regió del sud-oest del Sudan i nord-oest del Sudan del Sud. No hi ha doncs un poble fertit sinó una sèrie de pobles nombrosos, que són anomenats fertits de manera conjunta tot i ser molt diferents entre ells. El nom s'aplicava en el sentit de "no musulmans" o de "gent que podia ser esclavitzada". El País Fertit (Dar Fertit) correspon al sud del Darfur (Dar Fur = País Fur) fins a l'est dels altiplans de la moderna república Centreafricana arribant a algunes regions del Sudan del Sud a la regió de Bahr al-Ghazal i al sud-oest del Sudan. Aquesta regió no fou dominada al segle xix per cap dels sultanats musulmans esclavistes de la zona (com Dar Fur, Dar Runga, Sultanat d'Ouadai, Dar al-Kuti, i altres); Egipte va dominar la regió el 1873. Al-Zubayr va exercir el control de la regió i va fundar una zariba o campament, Deim al-Zubayr (Campament de Zubayr), nucli de la moderna ciutat del mateix nom.